# Église Notre-Dame de Malmy
L'église Notre-Dame est une église romane située à Malmy, un village de la commune de Chémery-Chéhéry, dans les Ardennes françaises.

## Description
Dans les Ardennes, parmi quelque cinq cents églises, ne se trouvent qu’une trentaine d’églises romanes[Information douteuse]. Elles sont situées entre deux anciennes voies romaines, dans les crêtes préardennaises, et entre les vallées de la Vence et de la Bar : Cheveuges, Baâlons, Poix-Terron, Warcq, etc.
L’ancienne église paroissiale Notre-Dame de Malmy est une de ces églises romanes. De loin, c'est un modeste monument entouré de son cimetière, au milieu des champs. Ce monument est surmonté d’une grosse tour carrée (du deuxième âge roman, ou du premier âge gothique) à la croisée du transept,. Après avoir franchi le muret d'enceinte, en pierres, et la porte du cimetière, le portail occidental, de style roman, fait face au visiteur. Une croix latine en relief orne le tympan. Tout comme le Christ sur cette croix, les personnages représentés de chaque côté sont presque indiscernables, ayant été mutilés (peut-être à la Révolution),. Ces personnages en adoration pourraient représenter la Vierge et saint Jean. Un cintre torique irrégulier, gravé de fleurs à douze pétales, surmonte ce portail et des chapiteaux historiés très érodés présentent, à droite, trois lions et en dessous un homme à côté d'un arbre et tenant peut-être une crosse, et à gauche, sous une frise végétale, deux personnages se faisant face (certains y voyant Ève offrant la pomme à Adam).

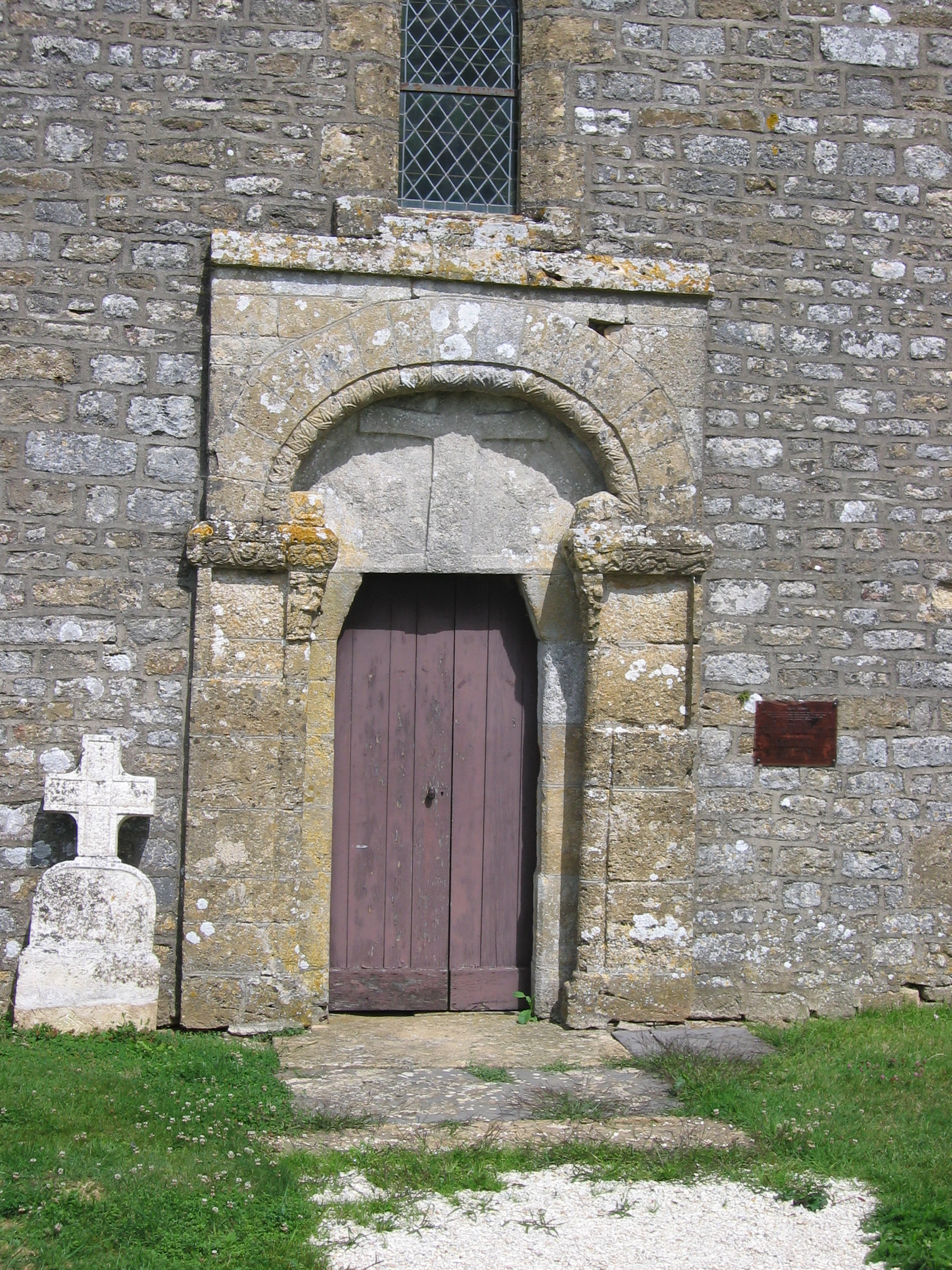
Portail occidental.
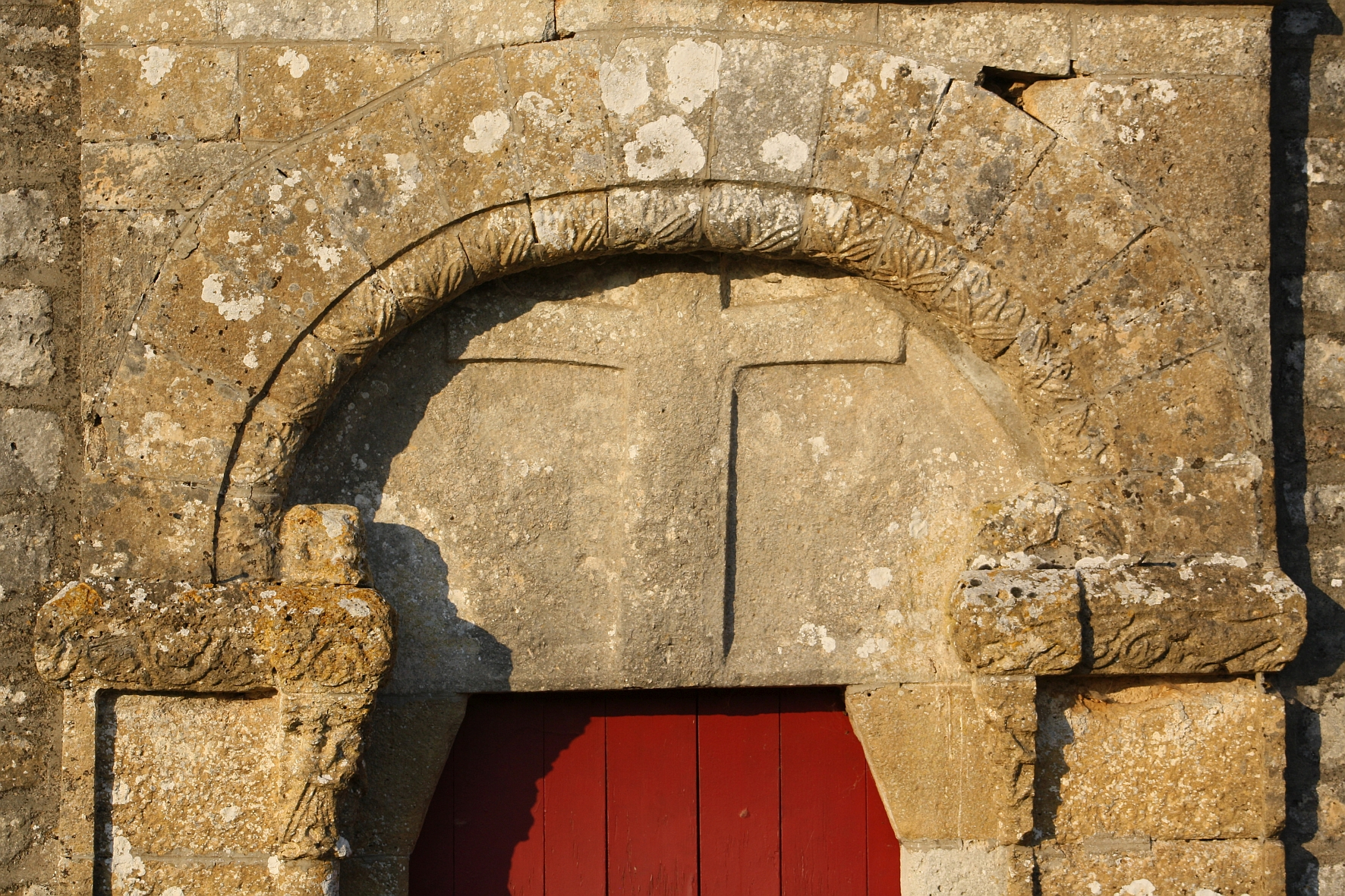
Tympan et chapiteaux.
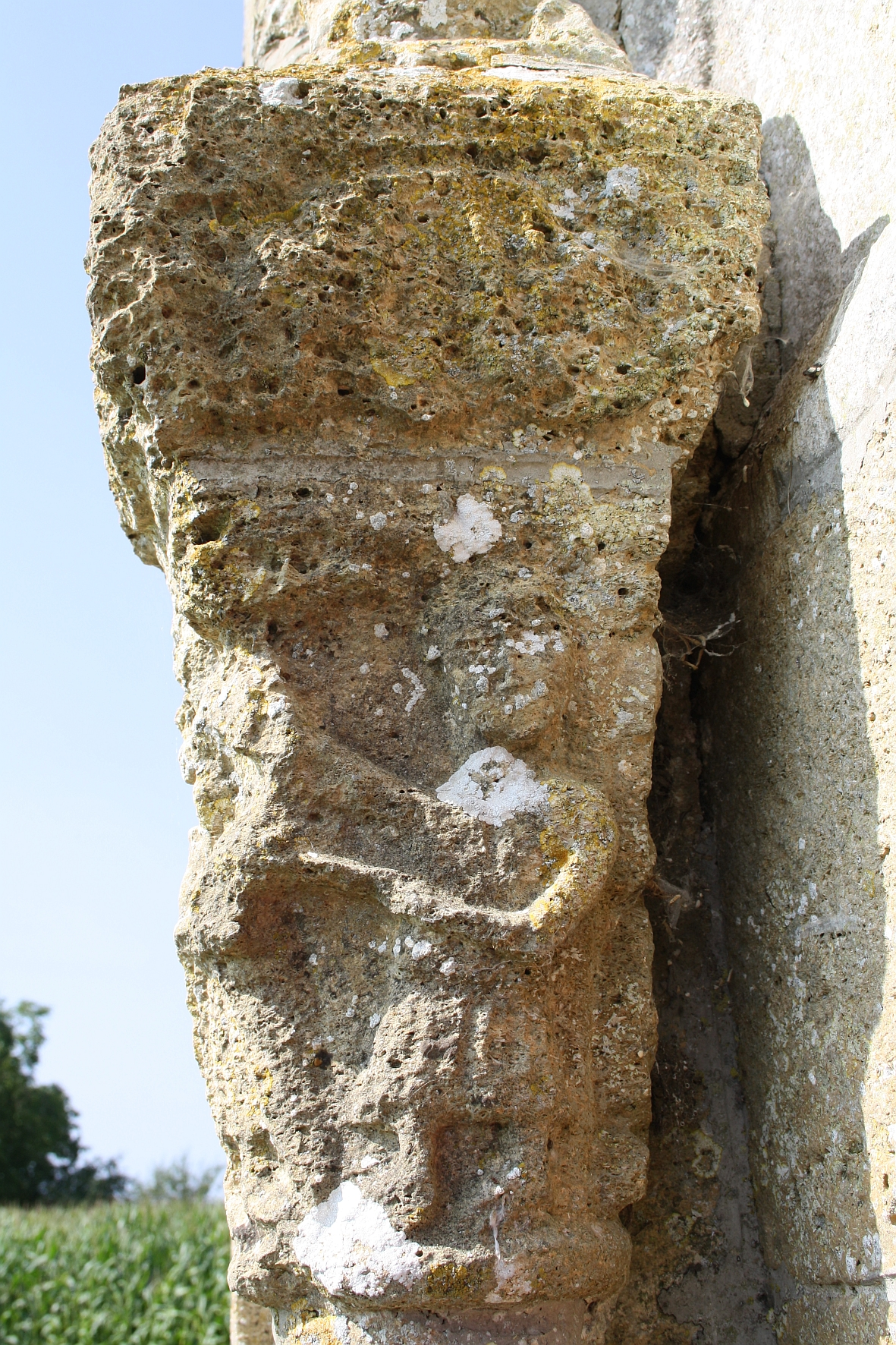
Chapiteau gauche.
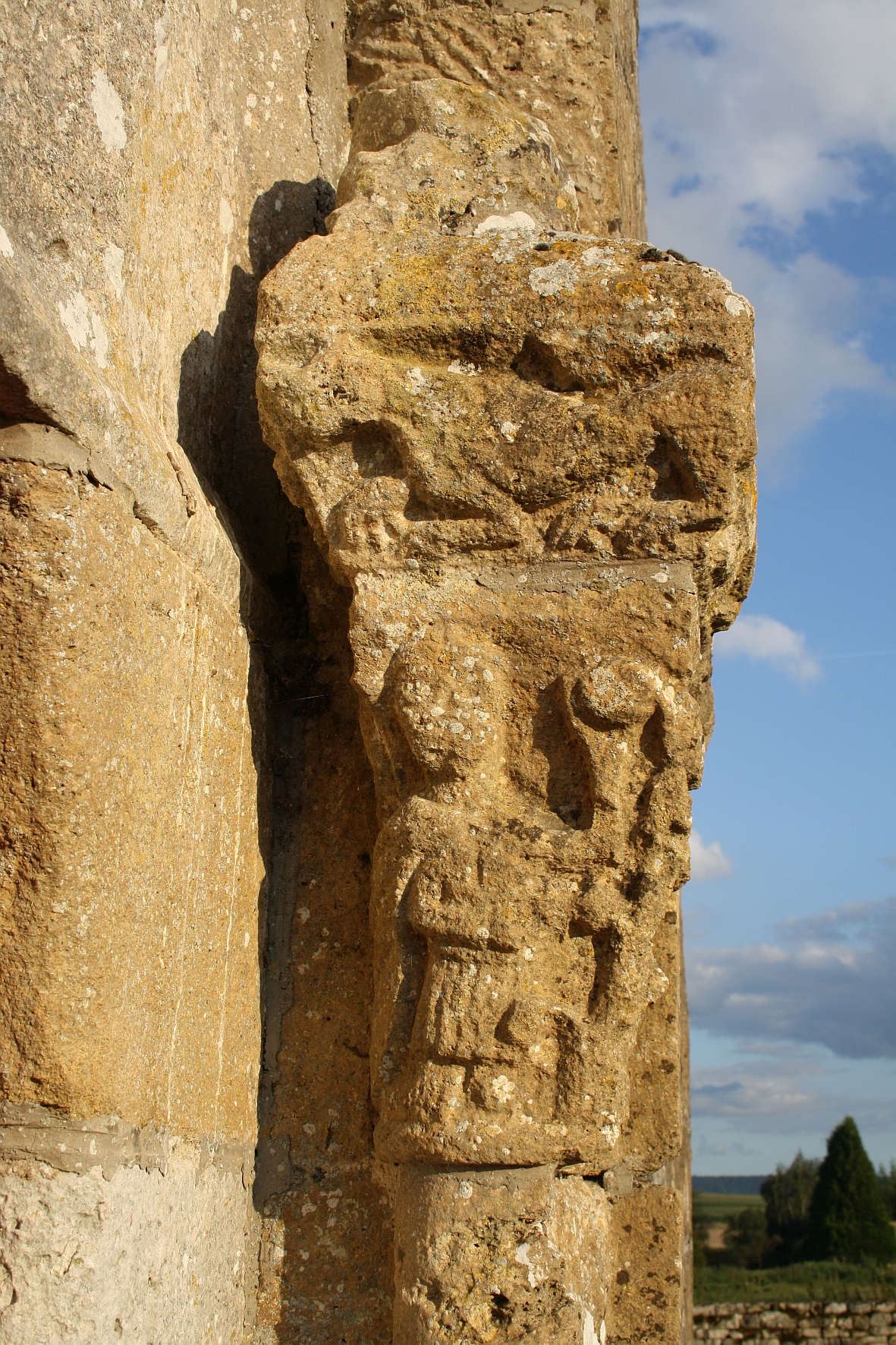
Chapiteau droit.
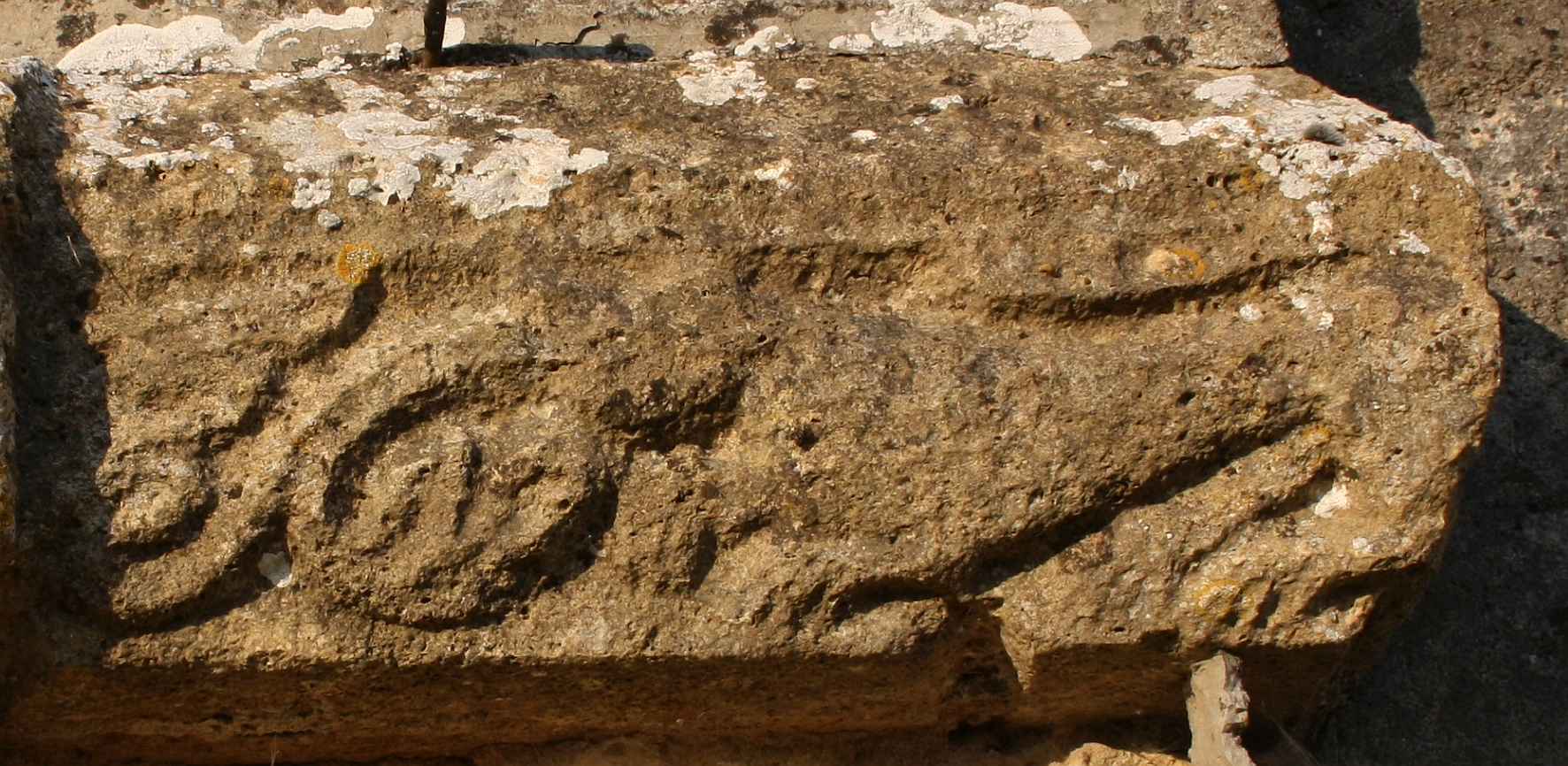
Détail de l'abaque : un des trois lions.

De l'extérieur, on distingue le triplet roman destiné à éclairer l’autel. Le chevet est plat, ce qui est assez courant dans les églises de style roman rémois. Sous le toit d’ardoises de la tour et du chœur, se détache une corniche à modillons formée de chevrons stylisés, sculptés dans la pierre. Trois baies géminées ornent le clocher. Sur les côtés d’une fenêtre à l’aplomb du clocher, des moines sont représentés en mascaron. Encore visibles, trois grandes arcades en plein cintre, rebouchées sur les murs, montrent que des bas-côtés ont disparu. C’est là la partie la plus ancienne de l'église,.

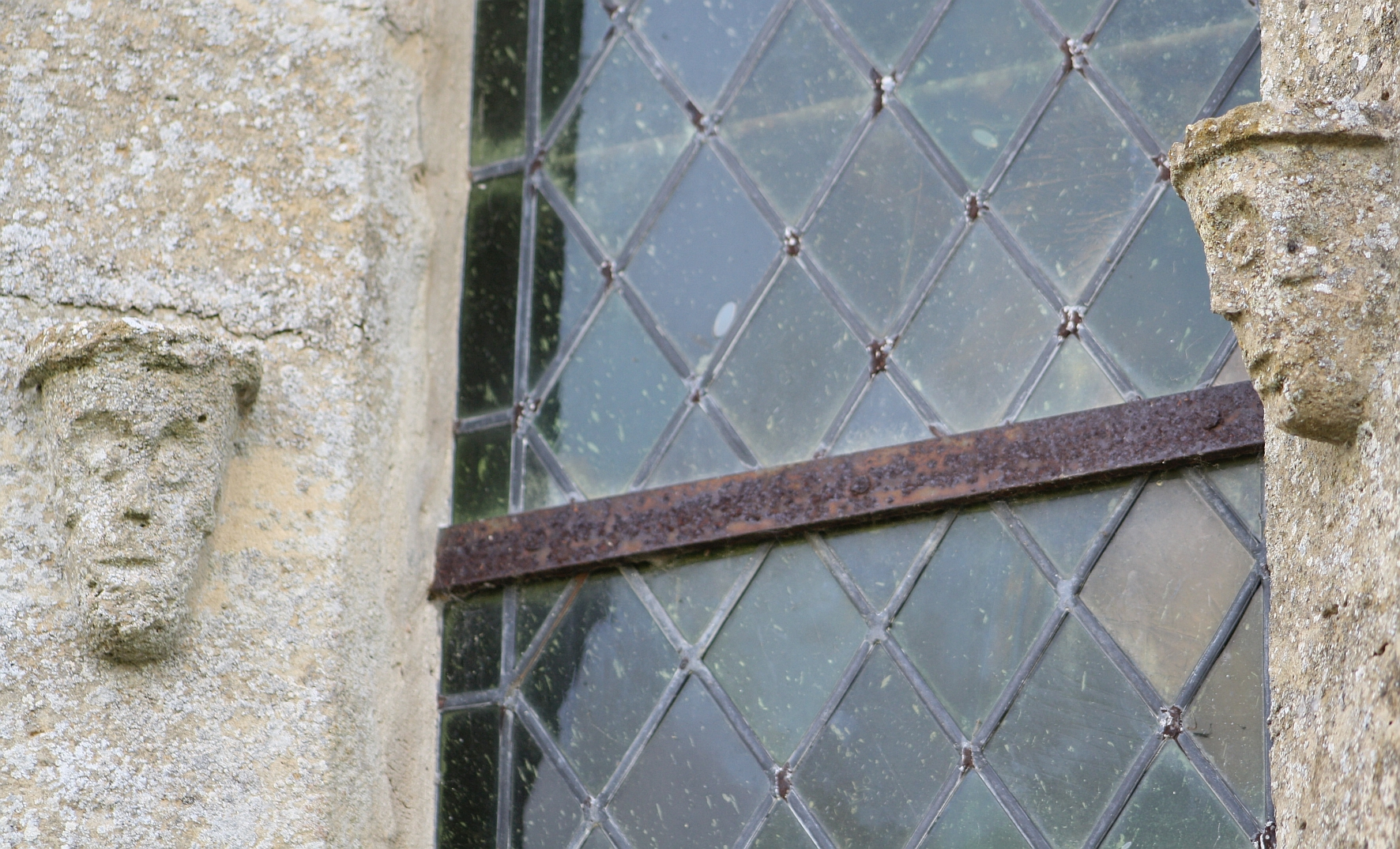
Mascarons sur les montants de la fenêtre du transept sud.

Pour franchir le seuil de l'église (le plus souvent fermée) et entrer à l'intérieur, il faut descendre une marche, signe d’humilité. On pénètre ainsi dans une nef basilicale rectangulaire. La croisée du transept est ornée d'une clef de voûte représentant une fleur. Les chapiteaux des quatre piliers carrés s’ornent aussi de motifs végétaux. Au niveau du chœur, se retrouvent la même clef de voûte et les mêmes décors. Cette partie daterait du XIIIe siècle.
Un autel provient du Mont-Dieu et est surmonté d’une Vierge à l'Enfant en pierre peinte du XVIe siècle.

## Localisation
L'église est aujourd'hui située sur le territoire de la commune de Chémery-Chéhéry, dans le département français des Ardennes, l'ancienne commune de Malmy ayant disparu. L'église est donc un peu à l'écart des habitations de Chémery-sur-Bar, à l'ouest, et en est séparée par le canal des Ardennes et la Bar. Le village se situe le long du canal, et le pont d'une écluse permet de gagner le centre de Chémery-sur-Bar.

## Historique
La nef aurait été construite dans les années 1100-1150 et l’ensemble transept-chevet-clocher vers 1200.
Si le nom de Malmy apparait pour la première fois en 1249 lors de la partition des prébendes du chapitre métropolitain de Reims, l’église n’apparaît que dans le pouillé antérieur à 1312 : « Parrochia de Malemi fundata est in honore B. Marie ».
En 1958, l'édifice est inscrit au titre des monuments historiques.
En 2009, lors des travaux d'éclairage de l'église, deux fragments importants d'une sculpture ont été découverts : une colonne et un tronc masculin de 46 cm identifié comme appartenant à Saint Sébastien. Datée de 1520 environ, cette sculpture est d'influence troyenne et rappelle les œuvres de Jacques Bachot.